# اشتراكية جديدة
يمكن أن تشير الاشتراكية الجديدة (بالإنجليزية: Neosocialism) إلى حركتين سياسيتين متميزتين للغاية -حركة استبدادية في فرنسا وأخرى ديمقراطية في الولايات المتحدة وبريطانيا- تتقاسمان بعض القواسم المشتركة باستثناء الاسم. في ثلاثينيات القرن العشرين، عُدَّت الاشتراكية الجديدة فصيلًا سياسيًا سلطويًا كان موجودًا في فرنسا وتعاون فيما بعد مع حكومة فيشي الفاشية. بين تسعينيات القرن العشرين وعام 2020، أُشير إلى الاشتراكية الجديدة بأنها تيار اشتراكي ديمقراطي شعبوي حول عمل ألين كوتريل وبول كوكشوت نحو اشتراكية جديدة، والذي دعا إلى (من بين أمور أخرى) الديمقراطية المباشرة على النمط الأثيني والتخطيط المركزي المُحوسب في اقتصاد غير معتمد على الأموال.

## الاشتراكية الجديدة، حركة عام 1930
ضمَّت الاشتراكية الجديدة في فرنسا أثناء ثلاثينيات القرن العشرين العديد من الاتجاهات التابعة بباشتراكية التطورية في القسم الفرنسي من منظمة العمال الدولية (إس إف آي أو). خلال ثلاثينيات القرن العشرين، ابتعد الفصيل تدريجيًا عن الماركسية الثورية والاشتراكية الإصلاحية في حين توقف عن الاندماج في الاشتراكية التقليدية التعاونية الطبقية للتقدمية للحزب الراديكالي والاشتراكية. بدلًا من ذلك، دعوا إلى ثورة النخبة والتي وصفوها بأنها ثورة بنّاءة. أما في فرنسا، فقد أدى ذلك إلى تعارضهم مع سياسة الحزب الاشتراكي التقليدية المناهضة للحكومة وطرد الاشتراكيين الجدد من منظمة العمال.
منذ البداية، ربطهم ذلك بالسياسة الفاشية في فرنسا، وأعرب الاشتراكيون الجُّدد عن إعجابهم بالفاشية الإيطالية. ظهر هذا التيار فيما بعد كتوجه أيديولوجي في حد ذاته مع الحزب الاشتراكي الجديد الذي دعا إلى سياسات السلطوية ومعاداة السامية فضلًا عن التعاون الوثيق مع الحزب النازي.
في أعقاب الكساد الكبير في فرنسا، قامت مجموعة من النواب بقيادة هنري ديمان في بلجيكا (زعيم الحزب اليميني لحزب العمال البلجيكي ومؤسس أيديولوجية الاقتصاد المخطط، بمعنى التخطيط الاقتصادي) وفي فرنسا بقيادة مارسيل دايت وبيير ريناوديل (زعيم الحزب اليميني المنظمة العمال) ورينيه بيلين من الكنفدرالية العامة للشغل وتيار الترك الشباب من الحزب الراديكالي - الاشتراكي (زعم بيير منديس فرانس) أن الحجم غير المسبوق للأزمة الاقتصادية العالمية إلى جانب النجاح المفاجئ للأحزاب الوطنية الشعبوية في مختلف أنحاء أوروبا، يعني أن الوقت قد نفذ لكي يتابع الاشتراكيون أي من المواقف التقليدية لليسار البرلماني: الإصلاح التدريجي أو الثورة الشعبية المستوحاة من الماركسية. وبدلًا من ذلك، متأثرين بنمطية هنري ديمان، فقد شجعوا «الثورة البناءة» التي ترأسها الدولة عند البحث عن تفويض ديمقراطي لتطوير التكنوقراطية والاقتصاد المخطط.
شهد هذا النهج نجاحًا كبيرًا في حزب العمال البلجيكي في الفترة ما بين 1933-1934 إذ تبناه الحزب باعتباره سياسة رسمية بدعم من حزب اليمين (ديمان) واليسار (بول هنري سباك)، ولو أنه بحلول عام 1935 كان الحماس قد تضاءل بعض الشيء. أثَّرت هذه الأفكار أيضًا على الحركة غير المطابقة لليمين الفرنسي.
نشر مارسيل دايت في عام 1930 وجهات النظر الاشتراكية (سوشاليست بريسبيكتيفز)، وهو عمل تنقيحي له تأثيرًا واضحًا بمخطط هنري ديمان الاقتصادي. وإلى جانب أكثر من مئة مقالة كتبها في صحيفة لا في سوشاليست (ذا سوشالست لايف) والتعريف بمبادئ الحزب اليميني لمنظمة العمال، سلَّط الكتاب الضوء على تحول دايت من الاشتراكية الكلاسيكية إلى الاشتراكية الجديدة. استبدل دايت صراع الطبقات بالتعاون الطبقي والقومية الوطنية، ودعا إلى النزعة التعاونية باعتبارها نموذجًا للتنظيم الاجتماعي، واستبدل أيضًا فكرة نمط الإنتاج الاشتراكي بمناهضة الرأسمالية، ودعم الدولة التكنوقراطية التي من شأنها أن تخطط للاقتصاد والتي يتم فيها استبدال السيادة البرلمانية بالتكنوقراطية السياسية.
تم طرد الفصيل الاشتراكي الجديد من منظمة العمال والذي ضمَّ كبار شخصيات الحزب مثل مارسيل دايت وبيير ريناوديل في مؤتمر الحزب في نوفمبر عام 1933، ويرجع ذلك جزئيًا إلى تبني الفصيل لمبادئ الفاشية الإيطالية وإلى حد كبير إلى مواقفها الاشتراكية التطورية: دعا الاشتراكيون الجدد إلى إقامة تحالفات مع الطبقات الوسطى، وحبذوا التوصل إلى حلول توفيقية مع الحزب الراديكالي الاشتراكي البرجوازي من أجل سنّ برنامج الاتحاد الاقتصادي والاجتماعي في جنوب شرق آسيا في آن معًا. بعد أن تم طردهم من منظمة العمال، أقام مارسيل دايت وأتباعه حزب الاتحاد الاشتراكي الفرنسي - اتحاد جان جوريس (1933-1935)؛ وبحلول نهاية عام 1935، اختطفت الجبهة الشعبية الأضواء لكثير من مقترحات الاشتراكيين الجدد التكتيكية والسياسية، واندمج اتحاد جان جوريس مع الاشتراكيين المستقلين والجمهوريين الاشتراكيين الأكثر تعاونًا طبقيًا تقليديًا لتشكيل الاتحاد الجمهوري الاشتراكي الصغير. وفي إطار الكنفدرالية العامة للشغل، تم تمثيل الاشتراكية الجديدة من قِبَل فصيل رينيه بيلين سينديكاتس للنقابات (آنذاك ريدريسيمينتس). ومن ناحية أخرى، أثرت نزعة هنري ديمان على الحزب اليساري للحزب الراديكالي الاشتراكي الوسط التقدمي، والمعروف باسم يونغ تورك (من بينهم بيير منديس فرانس).
في البداية بقي الاشتراكيون الجُّدد جزءًا من اليسار الأوسع. قاد دايت حزبه المنشق إلى الاتحاد الجمهوري الاشتراكي، وهو اندماج بين مختلف الأحزاب الاشتراكية التطورية، وشارك في ائتلاف الجبهة الشعبية لعام 1936. لكن خيبة الأمل في الديمقراطية قد تسببت في نهاية المطاف في ابتعاد العديد من الاشتراكيين الجدد عن اليسار التقليدي والدعوة إلى المزيد من الحكم السلطوي. بعد عام 1936، تطور الكثيرون نحو شكل من أشكال الاشتراكية النازية، الأمر الذي دفعهم إلى الانضمام إلى الرجعية ودعم نظام فرنسا الفيشية التعاوني أثناء الحرب العالمية الثانية. على سبيل المثال، أصبح رينيه بيلين ومارسيل دايت عضوين في حكومة فيشي. ونتيجة لذلك، فقد حزب دايت الاشتراكي الجديد مصداقيته في فرنسا بعد الحرب.